# Grammy Award for Best Global Music Album

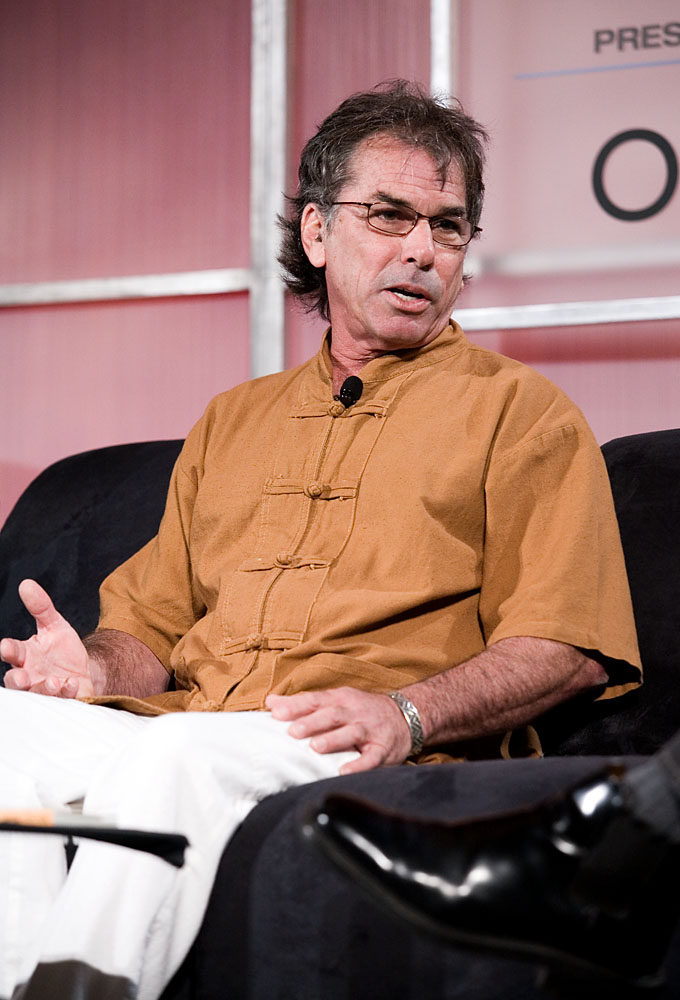
Der US-amerikanische Schlagzeuger und Perkussionist Mickey Hart war 1992 der erste Preisträger des Grammy Award for Best World Music Album

Der Grammy Award for Best Global Music Album, bis 2020 Grammy Award for Best World Music Album, auf Deutsch „Grammy-Auszeichnung für das beste Album mit globaler Musik“, ist ein Musikpreis, der seit 1992 von der amerikanischen Recording Academy im Bereich der Weltmusik verliehen wird.

## Geschichte und Hintergrund
Die seit 1959 verliehenen Grammy Awards werden jährlich in zahlreichen Kategorien von der Recording Academy in den Vereinigten Staaten vergeben, um künstlerische Leistung, technische Kompetenz und hervorragende Gesamtleistung ohne Rücksicht auf die Album-Verkäufe oder Chart-Position zu würdigen.
Eine dieser Kategorien ist der Grammy Award for Best World Music Album. Der Preis wurde erstmals 1992 an Mickey Hart für sein Album Planet Drum verliehen. Zu den Preisträgern gehören ab 2001 neben den Künstlern auch die mit der nominierten Arbeit verbundenen Produzenten und Toningenieure. Nach der 45. Grammy-Award-Verleihung im Jahr 2003 wurde der Preis in die zwei separaten Kategorien Grammy Award for Best Traditional World Music Album und Grammy Award for Best Contemporary World Music Album aufgeteilt. Im Jahr 2012 wurden die beiden Kategorien wieder zum Grammy Award for Best World Music Album zusammengeführt. Seit der Grammy-Verleihung 2021 heißt die Kategorie Grammy Award for Best Global Music Album.
Ry Cooder und Ravi Shankar sind die einzigen Künstler, die die Auszeichnung mehr als einmal gewonnen haben: Cooder gewann den Preis 1994 mit Vishwa Mohan Bhatt und 1995 mit Ali Farka Touré; Shankar gewann 2002 und posthum 2013. Brasilianische Künstler wurden bisher am häufigsten ausgezeichnet, gefolgt von Musikern oder Gruppen aus den Vereinigten Staaten. Die kapverdische Sängerin Cesária Évora, die Gipsy Kings und Anoushka Shankar teilen sich den Rekord der meisten Nominierungen mit jeweils fünf Nominierungen, wobei keiner den Preis bisher gewonnen hat.

## Preisträger und Nominierte
| Jahr                    | Künstler | Nationalität | Album | Nominierte | Bild des/der Gewinner(s) |
| ----------------------- | --- | --- | --- | --- | --- |
| Best World Music Album  | | | | | |
| 1992                    | Mickey Hart | Vereinigte Staaten | Planet Drum | - Dori Caymmi – Brazilian Serenata - Gipsy Kings – Este mundo - Salif Keita – Amen - Milton Nascimento – Txai | |
| 1993                    | Sérgio Mendes | Brasilien | Brasileiro | - Gipsy Kings – Gipsy Kings Live - Ofra Haza – Kirya - Youssou N’Dour – Eyes Open - Strunz & Farah – Americas | |
| 1994                    | Ry Cooder und Vishwa Mohan Bhatt | Vereinigte Staaten Indien | A Meeting by the River | - Johnny Clegg & Savuka – Heat, Dust and Dreams - Deep Forest – Deep Forest - Henry Kaiser und David Lindley – A World Out of Time, Vol. 2 - Le Mystère des Voix Bulgares – From Bulgaria with Love                                                  | |
| 1995                    | Ry Cooder und Ali Farka Touré | Vereinigte Staaten Mali | Talking Timbuktu | - Gipsy Kings – Love and Liberté - Milton Nascimento – Angelus - Youssou N’Dour – The Guide (Wommat) - Zap Mama – Sabsylma | |
| 1996                    | Deep Forest | Frankreich | Boheme | - Cesária Évora – Cesária - Baaba Maal – Firin’ in Fouta - Ravi Shankar mit Zakir Hussain und Vikku Vinayakram – Raga Aberi - The Splendid Master Gnawa Musicians of Morocco featuring Randy Weston – The Splendid Master Gnawa Musicians of Morocco | |
| 1997                    | The Chieftains | Irland | Santiago | - Béla Fleck, V. M. Bhatt und Jiebing Chen – Tabula rasa - Gipsy Kings – Tierra Gitana - Ali Akbar Khan – Legacy - Nusrat Fateh Ali Khan und Michael Brook – Night Song - Joe Zawinul – My People                                                    | |
| 1998                    | Milton Nascimento | Brasilien | Nascimento | - Cesária Évora – Cabo verde - Gipsy Kings – Compas - Ali Akbar Khan – Passing On the Tradition - Babatunde Olatunji – Love Drum Talk | |
| 1999                    | Gilberto Gil | Brasilien | Quanta Live | - King Sunny Adé – Odu - Cesária Évora – Miss Perfumado - Angélique Kidjo – Oremi - Robbie Robertson – Contact from the Underworld of Redboy | |
| 2000                    | Caetano Veloso | Brasilien | Livro | - Afro Celt Sound System – Volume 2: Release - Cesária Évora – Café Atlantico - Salif Keita – Papa - Ali Farka Touré – Niafunke | |
| 2001                    | João Gilberto | Brasilien | João Voz e Violão | - Miriam Makeba – Homeland - Youssou N’Dour – Joko (The Link) - The Chieftains – Water from the Well - Paul Winter and the Earth Band – Journey with the Sun                                                                                         | |
| 2002                    | Ravi Shankar | Indien | Full Circle: Carnegie Hall 2000 | - Afro Celt Sound System – Volume 3: Further in Time - Cesária Évora – São Vicente di Longe - Gilberto Gil & Milton Nascimento – Gil and Milton - John McLaughlin und andere – Saturday Night in Bombay: Remember Shakti                             | |
| 2003                    | Rubén Blades | Panama | Mundo | - Salif Keita – Moffou - Angélique Kidjo – Black Ivory Soul - Femi Kuti – Fight to Win - Anoushka Shankar – Live at Carnegie Hall | |
| 2004 – 2011             | Die Auszeichnung wurde in den beiden Kategorien Grammy Award for Best Traditional World Music Album und Grammy Award for Best Contemporary World Music Album vergeben | Die Auszeichnung wurde in den beiden Kategorien Grammy Award for Best Traditional World Music Album und Grammy Award for Best Contemporary World Music Album vergeben | Die Auszeichnung wurde in den beiden Kategorien Grammy Award for Best Traditional World Music Album und Grammy Award for Best Contemporary World Music Album vergeben | Die Auszeichnung wurde in den beiden Kategorien Grammy Award for Best Traditional World Music Album und Grammy Award for Best Contemporary World Music Album vergeben                                                                                | Die Auszeichnung wurde in den beiden Kategorien Grammy Award for Best Traditional World Music Album und Grammy Award for Best Contemporary World Music Album vergeben |
| 2012                    | Tinariwen | Mali | Tassili | - AfroCubism – AfroCubism - Femi Kuti – Africa for Africa - Ladysmith Black Mambazo – Songs from a Zulu Farm - Tinariwen – Tassili | |
| 2013                    | Ravi Shankar | Indien | The Living Room Sessions Part 1 | - Amadou & Mariam – Folila - Daniel Ho – On a Gentle Island Breeze - Hugh Masekela – Jabulani - Anoushka Shankar – Traveller | |
| 2014                    | Gipsy Kings | Frankreich | Savor Flamenco | - Femi Kuti – No Place for My Dream - Ravi Shankar – The Living Room Sessions Part 2 | |
| 2014                    | Ladysmith Black Mambazo | Südafrika | Live: Singing for Peace Around the World | - Femi Kuti – No Place for My Dream - Ravi Shankar – The Living Room Sessions Part 2 | |
| 2015                    | Angelique Kidjo | Benin | Eve | - Toumani Diabaté und Sidiki Diabaté – Toumani & Sidiki - Sérgio Mendes – Magic - Anoushka Shankar – Traces of You - Wu Man, Luis Conte und Daniel Ho – Our World in Song                                                                            | |
| 2016                    | Angelique Kidjo | Benin | Sings | - Gilberto Gil – Gilbertos Samba ao vivo - Ladysmith Black Mambazo mit Ella Spira and the Inala Ensemble – Music from Inala - Anoushka Shankar – Home - Zomba Prison Project – I Have No Everything Here                                             | |
| 2017                    | Yo-Yo Ma & the Silk Road Ensemble | Vereinigte Staaten | Sing Me Home | - Celtic Woman – Destiny - Ladysmith Black Mambazo – Walking in the Footsteps of Our Fathers - Anoushka Shankar – Land of Gold - Caetano Veloso & Gilberto Gil – Dois amigos, um século de música: Multishow Live                                    | |
| 2018                    | Ladysmith Black Mambazo | Südafrika | Shaka Zulu Revisited: 30th Anniversary Celebration | - Vicente Amigo – Memoria de los sentidos - Buika – Para mi - Anat Cohen & Trio Brasileiro – Rosa dos ventos - Tinariwen – Elwan | |
| 2019                    | Soweto Gospel Choir | Südafrika | Freedom | - Bombino – Deran - Fatoumata Diawara – Fenfo - Seun Kuti & Egypt 80 – Black Times - Yiddish Glory – The Lost Songs of World War II, verschiedene Künstler                                                                                           | |
| 2020 26. Januar 2020    | Angélique Kidjo | Benin | Celia | - Altın Gün – Gece - Bokanté & Metropole Orkest unter Leitung von Jules Buckley – What Heat - Burna Boy – African Giant - Nathalie Joachim with Spektral Quartet – Fanm d’Ayiti                                                                      | |
| 2021 14. März 2021      | Burna Boy | Nigeria | Twice as Tall | - Antibalas – Fu Chronicles - Bebel Gilberto – Agora - Anoushka Shankar – Love Letters - Tinariwen – Amadjar | |
| Best Global Music Album | | | | | |
| 2022 3. April 2022      | Angélique Kidjo | Benin | Mother Nature | - Rocky Dawuni – Voice of Bunbon, Vol. 1 - Daniel Ho & Friends – East West Players Presents: Daniel Ho & Friends Live in Concert - Femi Kuti and Made Kuti – Legacy + - Wizkid – Made in Lagos                                                       | Angelique Kidjo, 2019 |
| 2023 5. Februar 2023    | Masa Takumi | Japan | Sakura | - Berklee Indian Ensemble – Shuraat - Burna Boy – Love, Damini - Angélique Kidjo & Ibrahim Maalouf – Queen of Sheba - Anoushka Shankar und dem Metropole Orkest unter Leitung von Jules Buckley feat. Manu Delago – Between Us … (live)              | |
| 2024 4. Februar 2024    | Shakti | Vereinigtes Königreich, Indien | This Moment | - Susana Baca – Epifanías - Bokanté – History - Burna Boy – I Told Them … - Davido – Timeless | Shankar McLaughlin 1978 |
| 2025 2. Februar 2025    | Matt B featuring Royal Philharmonic Orchestra | Vereinigte Staaten, Vereinigtes Königreich | Alkebulan II | - Paisajes von Ciro Hurtado - Heis von Rema - Historias de un Flamenco von Antonio Rey - Born in the Wild von Tems | |